# Qatar ExxonMobil Open 2017
Il Qatar ExxonMobil Open 2017 è stato un torneo di tennis giocato sul cemento. È stata la 25ª edizione del Qatar ExxonMobil Open, facente parte dell'ATP Tour 250 nell'ambito dell'ATP World Tour 2017. Si è giocato nell'impianto Khalifa International Tennis Complex a Doha, in Qatar, dal 2 al 7 gennaio 2017.

## Partecipanti

### Teste di serie
| Nazionalità | Giocatore             | Ranking* | Testa di serie |
| ----------- | --------------------- | -------- | -------------- |
| Regno Unito | Andy Murray           | 1        | 1              |
| Serbia      | Novak Đoković         | 2        | 2              |
| Rep. Ceca   | Tomáš Berdych         | 10       | 3              |
| Belgio      | David Goffin          | 11       | 4              |
| Francia     | Jo-Wilfried Tsonga    | 12       | 5              |
| Croazia     | Ivo Karlović          | 20       | 6              |
| Germania    | Philipp Kohlschreiber | 32       | 7              |
| Cipro       | Marcos Baghdatis      | 36       | 8              |

* Ranking al 28 dicembre 2016.

### Altri partecipanti
I seguenti giocatori hanno ricevuto una wild card per il tabellone principale:
- Arthur De Greef
- Anıl Yüksel
- Mubarak Shannan Zayid

I seguenti giocatori sono passati dalle qualificazioni:

- Alessandro Giannessi
- Vasek Pospisil
- Mohamed Safwat
- Radek Štěpánek

## Punti e montepremi
| Torneo    | Torneo              | V       | F       | SF     | QF     | 2T     | 1T     | Q  | Q3    | Q2    | Q1 |
| Singolare | Punti               | 250     | 150     | 90     | 45     | 20     | 0      | 12 | 6     | 0     | 0  |
| Singolare | Premi in denaro ($) | 209,665 | 110,420 | 59,810 | 34,080 | 20,080 | 11,895 | –  | 5,355 | 2,675 | 0  |
| Doppio    | Punti               | 250     | 150     | 90     | 45     | 0      | –      | –  | –     | –     | –  |
| Doppio    | Premi in denaro ($) | 67,140  | 35,300  | 19,130 | 10,940 | 6,410  | –      | –  | –     | –     | –  |

## Campioni

### Singolare
Novak Đoković ha sconfitto in finale Andy Murray con il punteggio di 6–3, 5–7, 6–4.
- È il sessantasettesimo titolo in carriera per Đoković, primo in stagione e secondo consecutivo a Doha.

### Doppio
Jérémy Chardy /  Fabrice Martin hanno sconfitto in finale  Vasek Pospisil /  Radek Štěpánek con il punteggio di 6–4, 7–6(3).